# Deutsche Bank Place
Das Deutsche Bank Place ist ein Bürogebäude in der australischen Metropole Sydney.
Das Hochhaus mit einer Höhe von 240 Metern ist das dritthöchste Gebäude der Stadt und wurde zwischen 2003 und 2005 nach den Plänen von Foster + Partners errichtet. Es ist das erste Gebäude, das Foster + Partners für Australien entwarfen. Obgleich das Hauptdach nur eine Höhe von 160 Metern erreicht, wird die architektonische Höhe mit 240 Metern angegeben. Die aufgesetzte Stahlkonstruktion erscheint für die Höhe des nutzbaren Gebäudeteils überdimensioniert, dieser wurde ursprünglich mit einer größeren Höhe geplant und musste im Sinne städtebaulicher Auflagen verkleinert werden. Hauptmieter des Bürohochhauses ist die Deutsche Bank, die neun der 39 oberirdischen Etagen nutzt.